# ستانلي توتشي
ستانلي توكسي (بالإيطالية: Stanley Tucci) ممثل أمريكي من مواليد 11 نوفمبر 1960، حاصل على جائزتى إيمي عام 1998 كأفضل ممثل رئيسي في مسلسل قصير أو فيلم عن دوره في وينشيل وعام 2007 كأفضل ممثل ضيف في مسلسل كوميدي عن دوره في مسلسل مونك، كما حصل على جائزتى غولدن غلوب عام 1999 كأفضل ممثل في مسلسل قصير عن وينشيل وعام 2001 كأفضل ممثل مساند في مسلسل قصير عن دوره في مسلسل مؤامرة, ظهر في عدة أفلام منها ذا تيرنمل والشيطان يرتدي برادا وما الذي حدث للتو؟ وجولي و جوليا ومباريات الجوع و المتحولون: آخر فارس.

## الأعمال

### أفلام
| السنة | العنوان            | الدور |
| ----- | ------------------ | ----- |
| 2025  | الحالة الإلكترونية |       |

## روابط خارجية
- ستانلي توتشي على موقع IMDb (الإنجليزية)
- ستانلي توتشي على موقع ميتاكريتيك (الإنجليزية)
- ستانلي توتشي على موقع روتن توميتوز (الإنجليزية)
- ستانلي توتشي على موقع مونزينجر (الألمانية)
- ستانلي توتشي على موقع قاعدة بيانات الأفلام العربية
- ستانلي توتشي على موقع ألو سيني (الفرنسية)
- ستانلي توتشي على موقع ميوزك برينز (الإنجليزية)
- ستانلي توتشي على موقع تيرنر كلاسيك موفيز (الإنجليزية)
- ستانلي توتشي على موقع أول موفي (الإنجليزية)
- ستانلي توتشي على موقع بوكس أوفيس موجو (الإنجليزية)